# Wacquinghen
Wacquinghen – miejscowość i gmina we Francji, w regionie Hauts-de-France, w departamencie Pas-de-Calais.
Według danych na rok 1990 gminę zamieszkiwało 188 osób, a gęstość zaludnienia wynosiła 76 osób/km² (wśród 1549 gmin regionu Nord-Pas-de-Calais Wacquinghen plasuje się na 1022. miejscu pod względem liczby ludności, natomiast pod względem powierzchni na miejscu 877.).